# La Masia (Castellar de la Ribera)
La Masia és una masia situada al municipi de Castellar de la Ribera, a la comarca catalana del Solsonès.